# Andrés de Miranda (alcalde mayor)
Andrés de Miranda (Corona de Castilla, Monarquía Hispánica c. 1670s - Jalapa, Marquesado del Valle de Oaxaca, Virreinato de Nueva España 1721) fue un capitán que desempeñó el cargo de corregidor interino de Jalapa y que también fue designado como alcalde mayor de San Salvador en 1715 (pero no tomó posesión de ese cargo).

## Biografía
Andrés de Miranda y Corona nació en la Corona de Castilla de la Monarquía Hispánica por la década de 1670s; se dedicaría a la carrera de las armas y alcanzaría el rango de capitán; se trasladaría a vivir al continente americano, donde se asentaría en la ciudad de Antequera (actualmente Oaxaca de Juárez); al parecer era una persona acaudalada, ya que realizó una donación de 3000 pesos al rey.
El 13 de julio de 1710 la reina María Luisa de Saboya lo designó como alcalde mayor de San Salvador, para tomar posesión luego de que finalizase el período para el que había sido designado su predecesor Francisco Rodríguez Franco; en el nombramiento se estipulaba que si en caso de muerte o de algún impedimento, podía nombrar él o alguno de sus herederos a otra persona para que ejerciese el cargo. El 13 de julio de 1715 se registró su nombramiento, y pagó los derechos de dicho puesto, en la real caja de Guatemala, así como designó a Pedro de Oyanarte para que tomase posesión en su lugar.
El 6 de abril de 1720 el gobernador del Marquesado del Valle de Oaxaca Pedro Sánchez de Tagle lo designó como corregidor interino y alcalde de la santa hermandad de la villa de Jalapa; cargo que desempeñaría hasta su fallecimiento en el año de 1721.